# Terraplane Blues

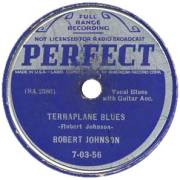
Terraplane Blues

Terraplane Blues è una celebre canzone blues composta da Robert Johnson e registrata nel 1936.

## Il brano
Fu il primo singolo pubblicato in vita dal bluesman e all'epoca ottenne un buon successo, arrivando a vendere 5000 copie.